# Cantó de Sochaux-Grand-Charmont
El cantó de Sochaux-Grand-Charmont és un cantó francès del departament del Doubs, situat al districte de Montbéliard. Té 4 municipis i el cap és Sochaux.

## Municipis
- Grand-Charmont
- Nommay
- Sochaux
- Vieux-Charmont

## Història
| Data d'elecció                           | Identitat        | Partit | Qualitat |
| ---------------------------------------- | ---------------- | ------ | -------- |
| 1973-1982                                | M. Grandin       | PS     |          |
| 1982-1988                                | René Maître      | PS     |          |
| 1988-1994                                | Gaston Frénay    | PS     |          |
| 1994-2001                                | Pierre Moscovici | PS     |          |
| 2001-                                    | Noël Gauthier    | PS     |          |
| les dades anteriors no són pas conegudes |                  |        |          |
|                                          |                  |        |          |